# Ілля Камінський
Ілля Камінський (англ. Ilya Kaminsky, рос. Илья Каминский, 18 квітня 1977, Одеса) — американський поет, критик та професор українсько-єврейського походження. Свої твори Камінський пише англійською.  
Серед найвідоміших поетичних збірок Камінського «Танці в Одесі» та «Глуха республіка», які принесли йому безліч нагород. Має вади слуху.

## Біографія і творчість
Камінський народився в єврейській родині в Одесі 18 квітня 1977 року . Через помилковий діагноз — лікарі сприйняли паротит за звичайну застуду — у віці чотирьох років втратив частину слуху. У 1993 році переїхав до американського міста Рочестер (штат Нью-Йорк), де його родині було надано притулок. Вивчав політологію в Джорджтаунському університеті, а також правознавство в Коледжі права Хейстінгса при Каліфорнійському університеті.
Почав писати вірші російською мовою ще в підлітковому віці в Одесі. Також під впливом від знайомства з поетом Валентином Морозом писав українською.
У 1994 році, коли помер його батько, Камінський став писати поезію ще й англійською мовою. Цей крок в інтерв'ю для літературного часопису «The Adirondack Review» поет пояснив так:
|  | Я зробив перші спроби писати англійською, бо ніхто з моєї родини не міг прочитати те, що я написав… Я перебував у певному паралельному світі, це була для мене свого роду запаморочлива свобода. |

Його першою публікацією стала поетична збірка «Musica Humana» (2002), що перегукувалася з текстами Осипа Мандельштама.
Його перша книга англійською мовою «Танці в Одесі» (Tupelo Press, 2004) отримала кілька літературних нагород.
Камінський має ступінь бакалавра мистецтв, здобутий у Джорджтаунському університеті та диплом юриста Каліфорнійського університету. Працював професором у коледжі вільних мистецтв імені Івана Аллена з 2018 року.. Викладав літературну творчість в університеті Сан-Дієго, також як запрошений поет активно викладає в різних літературних центрах.
Камінський обіймав посаду юрисконсульта для юридичної допомоги в Сан-Франциско та Національного центру імміграційного права. Працював про-боно на посаді спеціального адвоката для дітей-сиріт у Південній Каліфорнії. В даний час він очолює кафедру поезії Борна Технологічного інституту Джорджії і живе в Атланті.

## Опубліковані твори

### Збірки поезії
- «Musica Humana» (Chapiteau Press, 2002) ISBN 978-1-931498-32-6
- «Dancing in Odessa» (Tupelo Press[en], 2004) ISBN 978-1-932195-12-5
- «Deaf Republic» (Graywolf[en], 2019) ISBN 978-1555978310

Його вірші перекладено понад двадцятьма мовами, а його книги видані у багатьох країнах, включаючи Туреччину, Нідерланди, Росію, Францію, Мексику, Північну Македонію, Румунію, Іспанію та Китай.

### Українські переклади
- «Глуха республіка» (переклад Лесика Панасюка і Дарини Гладун) (Дух і Літера, 2025) ISBN 978-617-8262-91-4

### Упорядник
- «Ecco Anthology of International Poetry» (Ecco, 2010) ISBN 978-0061583247
- «This Lamentable City: Poems of Polina Barskova» (Tupelo Press, 2010) ISBN 978-1932195835 (редактор і перекладач)
- «A God in the House: Poets Talk About Faith» (Tupelo Press, 2012) ISBN 978-1932195194
- «Homage to Paul Celan» (Marick Press, 2012) ISBN 978-1934851357
- «Dark Elderberry Branch: Poems of Marina Tsvetaeva» (Alice James Books, 2012) ISBN 978-1882295944
- «Gossip & Metaphysics: Russian Modernist Poems & Prose» (Tupelo Press, 2014) ISBN 978-1936797479
- «In the Shape of a Human Body I Am Visiting the Earth: Poems from Far and Wide» (McSweeney's, 2017) ISBN 978-1944211073

## Відзнаки, нагороди та визнання
- 2019 — стипендія Академії американських поетів[10]
- 2018 — Стипендія Гуггенхайма[11]
- 2009 — Премія Левінзона часопису «Poetry»[12]
- 2008 — Літературна стипендія Ланнана
- 2005 — Премія Whiting[12]
- 2005 — Премія імені Аддісона М. Меткальфа Американської академії мистецтв та літератури[12]
- 2002 — Премія Дорсет[13]
- 2001 — Стипендія Рут Ліллі для поетів[12]

У 2014 році Ілля Камінський був висунутий на здобуття Нобелівської премії у галузі літератури.
У 2019 році «Культурний фронт» Всесвітньої служби BBC визнав Іллю одним з 12 митців, чия творчість впливала на ситуацію у світі, за збірку «Республіка глухих».

## Камінський і Україна
Ілля Камінський майже щороку відвідує Одесу, яку сприймає як «місто тиші». Також брав участь у роботі Форуму видавців у Львові.
Ілля пишається, що народився в Україні, захоплюється сучасною поезією, яка зараз пишеться в Україні. Написав кілька статей про українську поезію для PEN, «Poetry International», та у інші місця.
Українською мовою вийшла збірка автора: «Глуха Республіка» в перекладі Лесика Панасюка і Дарини Гладун (2025). Також окремі переклади з'являлися у журналі «Всесвіт» і Антології молодої української поезії III тисячоліття.